# 2014 في اليمن
القائمة التالية تسرد أهم الأحداث التي حصلت سنة 2014 في اليمن.

## الأحداث

### يناير
- 8 يناير -مقتل اثنين يشتبه بانتمائهم لتنظيم القاعدة هجوم طائرة أمريكية بدون طيار في جنوب شرق حضرموت.
- 15 يناير- بدء ترحيل الآلاف من السلفيين من دماج شمال اليمن مع بدء تنفيذ اتفاق وُقع عليه لإنهاء حصار دماج.
- 18 يناير - مقتل دبلوماسي إيراني في صنعاء عندما قاوم مسلحين كانوا يحاولون اختطافه قرب مقر إقامة السفير.
- 31 يناير - مقتل 15 جنديا وأصيب أربعة يشتبه بانتمائهم لتنظيم القاعدة في هجوم على نقطة تفتيش للجيش في جنوب شرق اليمن.

### فبراير
- 2 فبراير - ثلاثة انفجارات في صنعاء إلى جانب إطلاق نار كثيف.
- 10 فبراير - لجنة رئاسية في اليمن تقر تحويل البلاد إلى دولة اتحادية تضم ستة أقاليم.

### مارس
- 9 مارس - غرق 42 مهاجرا على الأقل من القرن الأفريقي عندما أنقلب قاربهم قبالة سواحل محافظة شبوة.
- 24 مارس -مقتل عشرين جنديا في هجوم على نقطة تفتيش عسكرية.

### أبريل
- 4 أبريل -مقتل ضابط و4 جنود يمنيين في هجوم على نقطة تفتيش في حضرموت جنوب اليمن.
- 21 أبريل - مقتل 30 مسلح يشتبه في انتمائهم لتنظيم القاعدة و6 مدنيين في غارة طائرة أمريكية بدون طيار.
- 30 أبريل - مقتل ما لا يقل عن 30 شخصا في اشتباكات بين القاعدة والجيش اليمني.

### مايو
- 4 مايو - مقتل 37 عُنصرًا من تنظيم القاعدة في محافظة شبوة بجنوب اليمن خلال عمليَّةٍ عسكريَّةٍ للجيش اليمني، إلى جانب 6 جنود قضوا بتفجيرٍ انتحاريّ.
- 20 مايو - مقتل 9 عسكريين يمنيين في هجوم شنه مسلحون حوثيون في محافظة عمران شمال اليمن.

### يونيو
- 10 يونيو - مسلحون قبليون يخربون خطوط نقل الطاقة الكهربية بين منطقتي جهم وجدعان بمحافظة مأرب ما أدى إلى انقطاع التيار في كامل محافظات اليمن.

### يوليو
- 8 يوليو - سيطرة الحوثيين على مدينة عمران شمال اليمن بعد اقتحام مقر اللواء 310 مدرع وقتل قائدة حميد القشيبي في معركة عمران.
- 30 يوليو - أعلنت حكومة الوفاق اليمنية رفع الدعم عن المشتقات النفطية مما تسبب بموجة احتجاجات عارمة.

### سبتمبر
- 9 سبتمبر - مقتل 9 متظاهرين في احتجاجات لجماعة الحوثيين في العاصمة اليمنية صنعاء.
- 17 سبتمبر - مواجهات مسلحة في قرية القابل بمديرية همدان شمال صنعاء بين الحوثيين ومسلحين أسفرت عن مقتل 32 شخصًا.
- 18 سبتمبر - عشرات القتلى والجرحى في اشتباكات بين الحوثيين والجيش اليمني بحي شملان وشارع الثلاثين، شمال العاصمة اليمنية صنعاء خلال موجة احتجاجات عارمة.
- 21 سبتمبر -
  - سيطرة الحوثيين على صنعاء ومقر الفرقة الأولى مدرع وجامعة الإيمان، وعلى مؤسسات أمنية ومعسكرات ووزارات حكومية ومنشآت هامة في وسط العاصمة دون مقاومة من الأمن والجيش.
  - التوقيع على اتفاق السلم والشراكة الوطنية بين جماعة أنصار الله "الحوثيون" والحكومة اليمنية لإنهاء الاحتجاجات الحوثية.
- 25 سبتمبر - الرئيس اليمني عبد ربه منصور هادي يتهم الحوثيين بعدم احترام اتفاق السلام، ودعاهم للانسحاب من صنعاء.
- 27 سبتمبر - الحوثيون يوقعون على الملحق الأمني من اتفاق السلم والشراكة.

### أكتوبر
- 7 أكتوبر - تكليف أحمد عوض بن مبارك بتشكيل الحكومة، واعتذاره في اليوم التالي.
- 9 أكتوبر - تفجير انتحاري في ميدان التحرير بالعاصمة صنعاء خلف 47 قتيلًا.
- 13 أكتوبر - الرئيس اليمني عبد ربه منصور هادي يكلف خالد بحاح بتشكيل حكومة الشراكة الوطنية، والحوثيون يرحبون بالقرار.

### نوفمبر
- 1 نوفمبر - اشتباكات بين تنظيم القاعدة وقوات الأمن أوقعت 20 جنديا قتلى و3 من المسلحين في محافظة الحديدة.
- 5 نوفمبر - ضربة جوية لطائرة أمريكية بدون طيار تقتل خمسة من تنظيم القاعدة في شبه الجزيرة العربية بما في ذلك القياديين شوقي البعداني ونبيل الذهب في محافظة البيضاء.
- 7 نوفمبر - تشكيل حكومة جديدة برئاسة خالد بحاح.